# Konstantin Päts
Konstantin Päts (Tahkuranna (Lijfland, Keizerrijk Rusland), 23 februari 1874 - Boerasjevo (Rusland), 18 januari 1956) was een Estse staatsman. Tussen 1937 en 1940 was hij de president van Estland.

## Jeugd
Konstantin Päts werd geboren in het dorp Tahkuranna in de omgeving van Pärnu in een gezin dat, hoewel Ests, toch Russisch-orthodox was. In 1920, nadat Estland onafhankelijk was geworden, werd de orthodoxe kerk in Estland een autocefale kerk onder de naam Estisch-Orthodoxe Kerk. Dat was de kerk waartoe Konstantin Päts behoorde.
Van 1894 tot 1898 studeerde Päts rechten aan de Universiteit van Tartu. In de jaren 1898 en 1899 vervulde hij zijn militaire dienstplicht, waarbij hij het tot vaandrig bracht. Daarna vestigde hij zich in Tallinn. Van 1901 tot 1905 was hij redacteur van de Estse nationalistische krant Teataja (De Gazet). Het was de tweede krant in het Ests, na Postimees, dat in Tartu verscheen onder redactie van Jaan Tõnisson. Päts en Tõnisson zouden levenslang rivalen blijven. In 1904 werd Päts in de gemeenteraad van Tallinn gekozen en vanaf 1905 was hij plaatsvervangend burgemeester van die stad. Daarnaast werkte hij als advocaat. Hij nam actief deel aan de Russische Revolutie van 1905 en moest als gevolg van zijn activiteiten uitwijken naar het buitenland. Hij verbleef onder andere in Zwitserland en Finland (dat weliswaar verbonden was met Rusland, maar waar iemand die werd gezocht door de Russische politie toch veilig was).

## Aanloop tot de onafhankelijkheid
Nadat hij in 1909 was teruggekeerd in Estland, werd hij door de tsaristische politie gearresteerd en tot negen maanden celstraf veroordeeld. Na zijn vrijlating hervatte hij zijn journalistieke werk. Van 1911 tot 1916 was hij hoofdredacteur van de Tallinna Teataja (De Gazet van Tallinn).

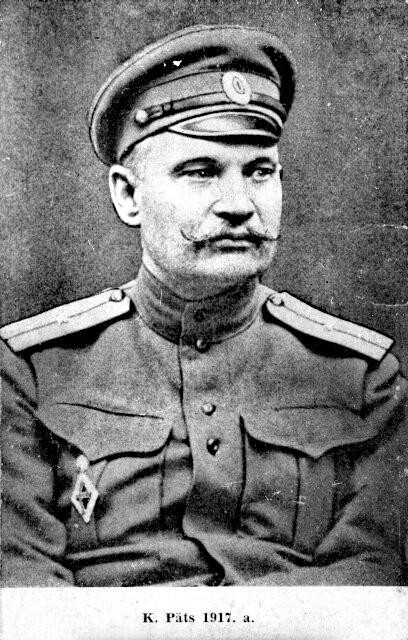
Päts als vaandrig in 1917

Na de Februarirevolutie begonnen vele Esten, onder wie Päts, te denken aan meer autonomie en zelfs aan een eigen Estse staat. Päts, die weer onder de wapenen was geroepen, werd gekozen tot voorzitter van de Opperste Raad van Estse Soldaten en probeerde afzonderlijke Estse eenheden te vormen binnen het Keizerlijk Russisch Leger. Daaruit kwam later het Estse leger voort. Het gouvernement Estland werd samengevoegd met het noordelijk deel van het gouvernement Lijfland tot het autonoom gouvernement Estland. Päts werd ook gekozen in het voorlopige parlement (Maapäev) van deze nieuwe bestuurseenheid.
In november 1917 trok de nieuwe bolsjewistische regering van Rusland de beperkte mate van autonomie van Estland in. Päts werd even gevangengezet, maar wist te ontkomen. De Maapäev benoemde een Bevrijdings- en Reddingscomité van Estland met Päts als voorzitter. Inmiddels trokken de Duitsers Estland binnen. Terwijl ze Tallinn naderden, riep het Bevrijdings- en Reddingscomité op 24 februari 1918 de onafhankelijke Republiek Estland uit. Meteen werd een voorlopige ministerraad gevormd met Päts als voorzitter. Op 25 februari 1918 trokken de Duitse troepen Tallinn binnen.
Tijdens de Duitse bezetting (februari-november 1918) verbleef Päts in diverse gevangenkampen. Op 17 november 1918, na de Duitse capitulatie, werd hij vrijgelaten. In Estland was inmiddels op 12 november 1918 Päts' functie hernoemd van ‘voorzitter van de ministerraad’ in ‘minister-president’. Hij werd tevens minister van Binnenlandse Zaken. Op 27 november 1918 (hij was inmiddels terug in Tallinn), verruilde hij de functie van minister van Binnenlandse Zaken voor die van minister van Defensie. Zo kreeg hij de taak om leiding te geven aan de Estse Onafhankelijkheidsoorlog.
Van november 1918 tot februari 1919 vocht het Estse leger onder het opperbevel van Johan Laidoner een oorlog uit met Estse bolsjewieken en het Rode Leger, die van Estland een radenrepubliek wilden maken als onderdeel van de Sovjet-Unie. Het Estse leger kreeg steun van Finland, dat zelf net een onafhankelijke republiek was geworden, en het Verenigd Koninkrijk. Het Verenigd Koninkrijk leverde wapens, Finland wapens en vrijwilligers. In februari 1919 waren de bolsjewieken uit Estland verdreven. In de volgende maanden waren de Esten zelfs in staat de Letten te helpen bij hun eigen onafhankelijkheidsoorlog. Op 2 februari 1920 sloten Estland en de Sovjet-Unie de Vrede van Tartu, waarbij de Sovjet-Unie Estland erkende als een soevereine staat.

## In het onafhankelijke Estland
In de eerste jaren van het onafhankelijke Estland was de Boerenunie, de partij van Päts, die zich vooral op de plattelandsbevolking richtte, steeds een van de grootste partijen. Ze was dan ook in de meeste regeringen vertegenwoordigd. Omdat geen enkele partij ooit de meerderheid haalde, waren alle regeringen coalitieregeringen. Omdat de partijen het regelmatig met elkaar oneens waren, vielen die coalities geregeld uit elkaar. Tot de staatsgreep van 1934 hielden maar vier van de 21 regeringen het langer dan een jaar vol.
Estland had geen president, maar de ‘staatsoudste’ (riigivanem) combineerde de functies van minister-president en president. Päts vervulde deze functie vijf maal: in de perioden 1921-1922, 1923-1924, 1931-1932, 1932-1933 en 1933-1937.
De communistische partij was verboden, maar mantelorganisaties waren wel vertegenwoordigd in de Riigikogu, het Estse parlement. Op 1 december 1924 probeerde de verboden communistische partij een coup te plegen. Nadat die was mislukt, was de rol van uiterst links in Estland tot 1940 uitgespeeld.
Dat gold niet voor uiterst rechts. De VAPS (Eesti Vabadussõjalaste Liit), een buitenparlementaire pressiegroep van oud-strijders uit de Estse Onafhankelijkheidsoorlog, vergaarde steeds meer aanhang. VAPS ijverde voor een sterke staat onder autoritair gezag, maar distantieerde zich van nazi-Duitsland. De regering van Jaan Tõnisson verbood de VAPS, maar kon niet voorkomen dat een referendum in oktober 1933 een meerderheid opleverde voor een voorstel van de VAPS voor een nieuwe grondwet. In die grondwet kreeg een gekozen president een groot aantal bevoegdheden, ten koste van het parlement.
De VAPS, die zich weinig had aangetrokken van het verbod, zette nu een politieke partij op, die in het begin van 1934 grote successen boekte in lokale verkiezingen. Päts, die op 21 oktober 1933 Tõnisson had afgelost als staatsoudste, brak met steun van de opperbevelhebber Johan Laidoner de macht van de VAPS. Op 27 februari 1934 vaardigde hij een verbod voor militairen uit om zich bezig te houden met politiek. Op 12 maart riep hij de noodtoestand uit, iets waartoe de nieuwe grondwet hem de bevoegdheid gaf. De VAPS werd verboden en rond de 400 leden werden gearresteerd. De verkiezingen voor de nieuwe functie van president, die gepland stonden voor april en waarvoor VAPS-leider Andres Larka een van de kandidaten was, werden uitgesteld. Ook Larka werd gearresteerd. Vanaf dat moment was Päts de autoritaire leider van Estland.

## Alleenheerser

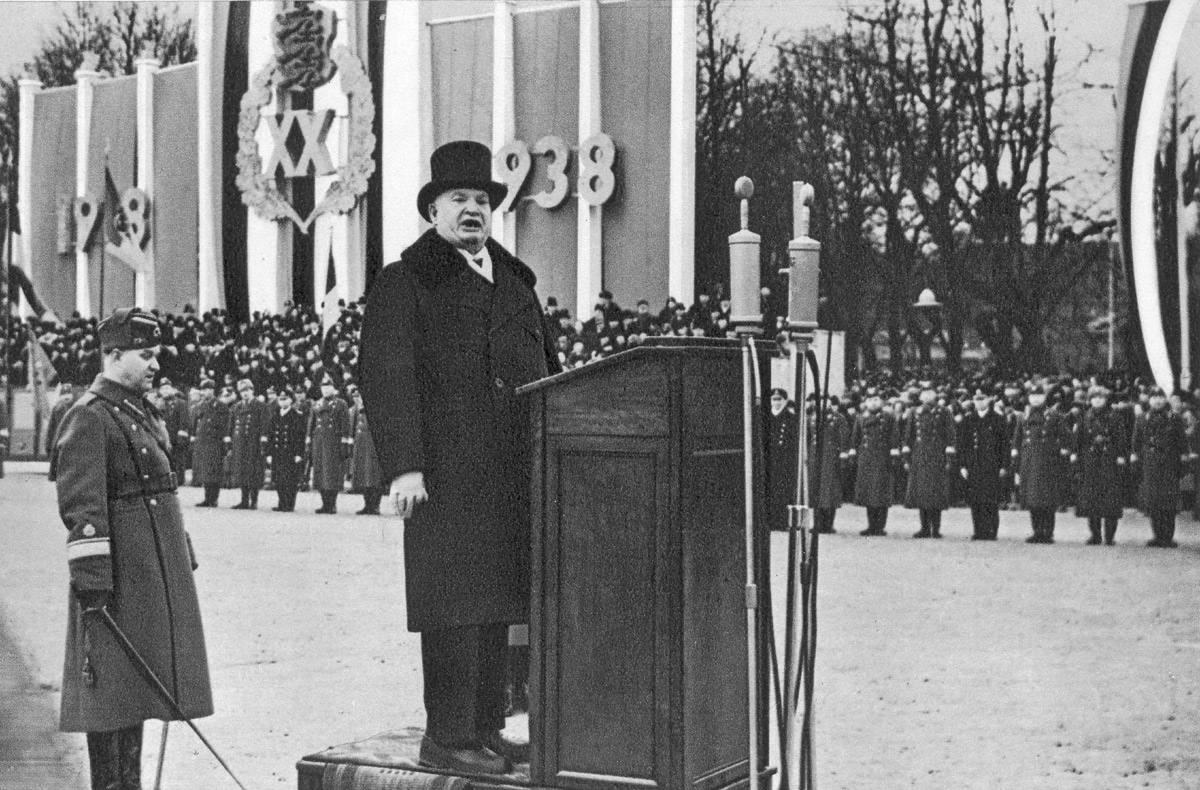
Päts tijdens zijn toespraak ter gelegenheid van twintig jaar onafhankelijkheid in 1938

In de jaren 1934 en 1935 rekende Päts af met alle oppositie. In oktober 1934 stelde hij de Riigikogu op non-actief. In december 1934 stelde hij perscensuur in. Hij onteigende Postimees, de krant van Jaan Tõnisson, die zich steeds kritischer uitliet over Päts, en benoemde een hoofdredacteur die hem wel gunstig gezind was, en wel de latere premier Jüri Uluots. In  februari 1935 zette hij de Patriottische Liga (Isamaaliit) op ter vervanging van de politieke partijen, die in de maand daarna verboden werden. De noodtoestand was oorspronkelijk uitgeroepen voor een half jaar, maar werd na september 1934 ieder jaar met een jaar verlengd. In december 1935 liet hij nog eens 750 aanhangers van de VAPS arresteren, omdat ze een staatsgreep zouden hebben voorbereid. De gearresteerden kregen lange gevangenisstraffen opgelegd, maar kregen in 1937 allemaal gratie.
Päts zette een systeem van corporatistische instituties op, dat hij had afgekeken van het fascistische Italië. In 1936 liet hij een referendum houden over een nieuwe grondwet, die met 76% van de stemmen werd aangenomen, en verkiezingen voor een Nationale Assemblee, waaraan alleen de Patriottische Liga mocht meedoen en waarvoor een kleine 58% van de kiezers kwam opdagen. De Assemblee keurde in 1937 Päts' grondwet goed. Deze voorzag in een soort Tweede Kamer, de Riigivolikogu, en een soort Eerste Kamer, de Riiginõukogu, die samen de president zouden kiezen. Op 3 september 1937 ging een overgangsperiode in; Päts kreeg de titel ‘rijkslandvoogd’ (riigihoidja). Op 24 en 25 februari 1938 werd het nieuwe parlement verkozen en op 23 april 1938 werd Päts door de beide kamers tot president gekozen.
Het tijdperk van Päts' alleenheerschappij wordt door historici wel Tijdperk van Stilte (Estisch: Vaikiv ajastu) genoemd, omdat er in deze periode geen oppositie was. Sommigen sluiten het tijdvak af in 1940, anderen met de parlementsverkiezingen van 1938, want in de Riigivolikogu zaten enkele leden van de oppositie, onder wie Jaan Tõnisson. Ze waren echter niet verkozen namens een partij, maar als persoon. Anders dan in bijvoorbeeld nazi-Duitsland en Italië werden opposanten ook niet vervolgd. In november 1936 riepen vier vroegere regeringsleiders (Ants Piip, Juhan Kukk, Jaan Teemant en Jaan Tõnisson) Päts op om de democratie te herstellen. Ze kregen daar geen problemen mee, maar ze moesten de oproep wel doen in de Finse krant Helsingin Sanomat, want in Estland mocht hij niet worden gepubliceerd.
Op 9 mei 1938 benoemde Päts Kaarel Eenpalu tot eerste minister. Voor het eerst waren de functies van president en premier niet langer gecombineerd.
In 1934 had Päts het Kadriorgpaleis betrokken als officiële ambtswoning. Hij liet het paleis verbouwen en hij had plannen om van het paleis en het omringende park privébezit te maken. Dat strandde op massale protesten van de bevolking, de enige maal tijdens zijn bewind dat een dergelijk protest plaatsvond. In de late jaren dertig werd op een steenworp afstand een nieuw presidentieel paleis gebouwd. Päts woonde daar tussen 1938 en zijn deportatie tijdens de Sovjetbezetting in 1940. Daarnaast had hij een zomerverblijf in Toila.

## Bezetting door de Sovjet-Unie

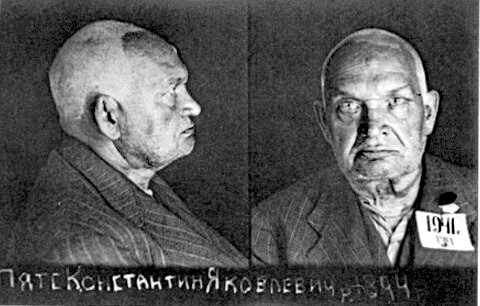
Dossierfoto's van Konstantin Päts als Sovjetgevangene, 1941

Bij het Molotov-Ribbentroppact tussen nazi-Duitsland en de stalinistische Sovjet-Unie van 24 augustus 1939 werd Estland aan de Sovjet-Unie toegewezen. Al op 28 september 1939 dwong de Sovjet-Unie Estland een verdrag van wederzijdse bijstand te ondertekenen, waarmee het land Sovjettroepen en militaire bases op zijn grondgebied moest dulden. Op 17 juni 1940 werd Estland door de Sovjet-Unie bezet. Op 21 juni benoemden de bezetters Johannes Vares tot premier. Päts bleef nog enige tijd formeel in functie en werd gedwongen de decreten van de Sovjetregering te ondertekenen. Vanaf 29 juni stond hij onder huisarrest. Op 21 juli, de dag dat de Estische Socialistische Sovjetrepubliek werd uitgeroepen, deed hij afstand van zijn functie. Vanaf dat moment was Johannes Vares tevens president, maar omdat zijn benoeming niet conform de Estse grondwet was verlopen, geldt Päts' laatste premier Jüri Uluots, die in 1940 was ondergedoken, voor de Esten als waarnemend president.
Op 30 juli 1940 werd Päts door de NKVD (de geheime politie van de Sovjet-Unie, voorloper van de KGB) gearresteerd en naar Oefa in Basjkirostan gedeporteerd. Vandaar werd hij eerst overgebracht naar een gevangenis in Moskou, waarna hij werd opgenomen in een reeks psychiatrische inrichtingen. Hij bleef maar volhouden dat hij de president van Estland was... Van 1954 tot in 1956 zat hij in een psychiatrische kliniek in de oblast Kalinin (tegenwoordig de oblast Tver), waar hij in januari 1956 stierf. In 1990 werden zijn stoffelijke resten overgedragen aan Estland en op 21 oktober 1990 herbegraven op het Woudkerkhof in de Tallinnse wijk Kloostrimetsa.

## Privéleven
Päts trouwde in 1901 met Wilhelma Ida Emilie (Helma) Peedi. In 1909 werd bij haar tuberculose geconstateerd. Ze overleed in 1910 in een sanatorium in Zwitserland, terwijl Konstantin in Sint-Petersburg in de gevangenis zat. Päts is nooit hertrouwd.
Het paar had twee zoons, Leo (1902-1988) en Viktor (1906-1952). De kinderen werden opgevoed door Helma's ongetrouwde zuster Johana. Matti Päts, een zoon van Viktor, werd in 1991 directeur-generaal van het Ests Patentbureau.

## Monumenten

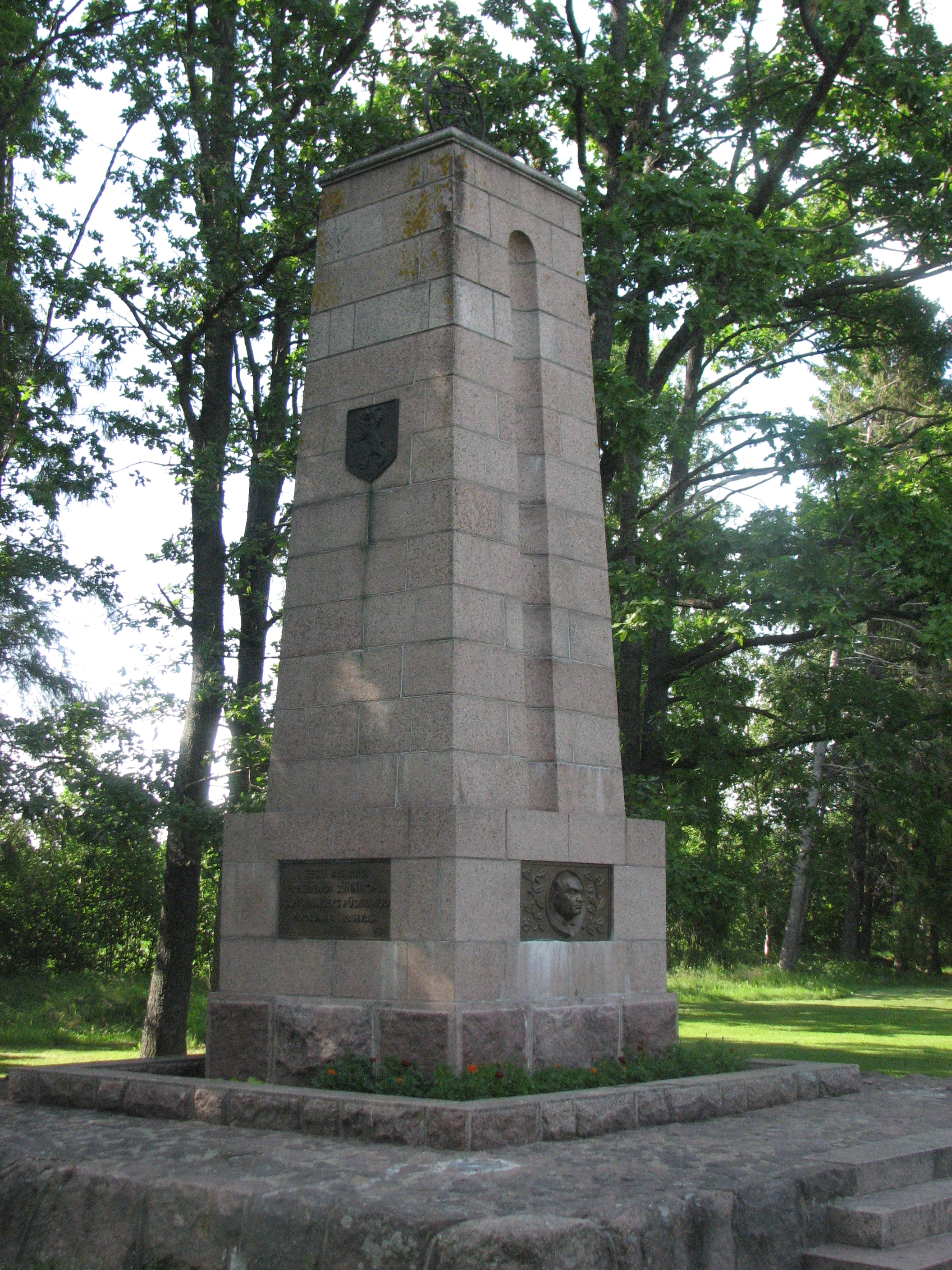
Monument voor Päts in Tahkuranna

In Päts geboorteplaats Tahkuranna staat een monument ter ere van Päts. Het werd opgericht in 1939, toen hij nog president was. In 1940, tijdens de Sovjetbezetting, werd het afgebroken. In 1989, toen de onafhankelijkheidsbeweging Rahvarinne de overhand kreeg, werd het monument opnieuw opgebouwd.
Op het kerkhof in Boerasjevo waar Päts tussen 1956 en 1990 begraven heeft gelegen, is in 2011 een gedenkplaat voor hem neergezet. In 2014 kwam daar een gedenksteen bij.
Op 21 oktober 2022 is er een gedenkteken geplaatst in het historische New Market gebied in Tallinn voor het gebouw van de Nationale Opera Estonia naar aanleiding van zijn geboortejaar 150 jaar geleden.